# Csomor István
Csomor István (Farnad, 1886. június 14. - Garamkálna, 1950. október 21.) földműves, politikus.

## Élete
Az első Csehszlovák államban a magyar aktivista politika egyik vezéralakja, a Köztársasági Magyar Kisgazdák és Földmívesek Szövetségének alapítója és elnöke. 1928-tól tartományi képviselő, 1935-től pedig az Agrárpárt nemzetgyűlési képviselője lett. Az első bécsi döntést követően üldözték, egy évig börtönben ült. A csehszlovák földreform során kapott birtokát elvették, a szülőfalujába utasították ki. Becsületsértési perében az egész felvidéki politikai paletta ellene tanúskodott. A per kimenetele nem ismert.
A második világháború után már nem tért vissza a politikába.